# Discografia dei brani musicali delle Blackpink
La discografia dei brani musicali delle Blackpink, girl group sudcoreano, è costituita dalle canzoni incise dal gruppo che sono entrate nelle classifiche musicali nazionali e internazionali, accompagnate dalle relative vendite e certificazioni.
Le Blackpink hanno debuttato l'8 agosto 2016 con il brano Boombayah dal primo singolo Square One che ha avuto un picco alla 7ª posizione della classifica sudcoreana Circle Chart. Con Ddu-Du Ddu-Du, apripista del secondo EP Square Up uscito a giugno 2018, hanno raggiunto per la seconda volta (dopo Whistle) il primo posto nelle classifiche in madrepatria.
| 2016                                                                                          | Boombayah                       | 7   | —  | —  | —  | —  | —   |                                                              | Square One                     |
| 2016                                                                                          | Whistle                         | 1   | —  | —  | —  | —  | —   |                                                              | Square One                     |
| 2016                                                                                          | Playing with Fire               | 3   | —  | 92 | —  | —  | —   |                                                              | Square Two                     |
| 2016                                                                                          | Stay                            | 10  | —  | —  | —  | —  | —   |                                                              | Square Two                     |
| 2016                                                                                          | Whistle (versione acustica)     | 88  | —  | —  | —  | —  | —   |                                                              | Square Two                     |
| 2018                                                                                          | Ddu-Du Ddu-Du                   | 1   | —  | 22 | —  | 78 | 55  | - AUS: Oro - KOR: Platino + Platino - UK: Argento - USA: Oro | Square Up                      |
| 2018                                                                                          | Forever Young                   | 2   | —  | —  | —  | —  | —   | - KOR: Platino + Platino                                     | Square Up                      |
| 2018                                                                                          | Really                          | 18  | —  | —  | —  | —  | —   |                                                              | Square Up                      |
| 2018                                                                                          | See U Later                     | 26  | —  | —  | —  | —  | —   |                                                              | Square Up                      |
| 2018                                                                                          | Kiss and Make Up (con Dua Lipa) | 75  | 33 | 44 | 32 | 36 | 93  | - AUS: Platino - UK: Argento                                 | Dua Lipa: The Complete Edition |
| 2019                                                                                          | Don't Know What to Do           | 38  | —  | —  | —  | —  | —   | - AUS: Oro                                                   | Kill This Love                 |
| 2019                                                                                          | Kick It                         | 89  | —  | —  | —  | —  | —   |                                                              | Kill This Love                 |
| 2019                                                                                          | Hope Not                        | 108 | —  | —  | —  | —  | —   |                                                              | Kill This Love                 |
| 2020                                                                                          | Pretty Savage                   | 45  | —  | 87 | —  | —  | 121 | - AUS: Oro                                                   | The Album                      |
| 2020                                                                                          | Bet You Wanna (feat. Cardi B)   | 34  | 42 | 58 | —  | 62 | 101 |                                                              | The Album                      |
| 2020                                                                                          | Crazy Over You                  | 106 | —  | —  | —  | —  | —   |                                                              | The Album                      |
| 2020                                                                                          | Love to Hate Me                 | 80  | —  | —  | —  | —  | —   |                                                              | The Album                      |
| 2020                                                                                          | You Never Know                  | 101 | —  | —  | —  | —  | —   |                                                              | The Album                      |
| 2022                                                                                          | Typa Girl                       | 93  | —  | 51 | —  | 93 | 114 |                                                              | Born Pink                      |
| 2022                                                                                          | Yeah Yeah Yeah                  | 53  | —  | 85 | —  | —  | —   |                                                              | Born Pink                      |
| 2022                                                                                          | Hard to Love                    | 87  | —  | 68 | —  | —  | —   |                                                              | Born Pink                      |
| 2022                                                                                          | The Happiest Girl               | 89  | —  | 81 | —  | —  | —   |                                                              | Born Pink                      |
| 2022                                                                                          | Tally                           | 141 | —  | 90 | —  | —  | —   |                                                              | Born Pink                      |
| 2022                                                                                          | Ready for Love                  | 52  | —  | —  | —  | —  | —   |                                                              | Born Pink                      |
| "—" indica che l'opera non si è classificata o che non è stata pubblicata in quel territorio. |                                 |     |    |    |    |    |     |                                                              |                                |